# 特立尼達 (卡薩納雷省)
特立尼達是哥倫比亞的城鎮，位於該國東部，由卡薩納雷省負責管轄，距離首府約帕爾109公里，始建於1724年，面積2,991平方公里，海拔高度162米，2005年人口11,083。

## 外部連結
- （西班牙文） Trinidad official website

5°24′32″N 71°39′44″W / 5.40889°N 71.6622°W